# Ефремов, Александр Иванович
Александр Иванович Ефремов (1916—1945) — советский военнослужащий, участник Великой Отечественной войны, полный кавалер ордена Славы, разведчик 96-й отдельной гвардейской разведроты 96-й гвардейской стрелковой дивизии, гвардии сержант.

## Биография
Родился в семье рабочего, русский.
На фронтах Великой Отечественной войны с марта 1942 года.
8 февраля 1944 года у села Сергеевка (Херсонская область, Украина) уничтожил пулеметную точку противника. 11 февраля 1944 года был награжден орденом Славы 3 степени.
25 августа 1944 года у населенного пункта Рыбно (Польша) выявил расположение огневых точек противника, затем уничтоженных артиллерией. 24 сентября 1944 года был награждён орденом Славы 2 степени.
23 октября 1944 года у населенного пункта Шталлупёнен (ныне г. Нестеров Калининградской области) выявил расположение огневых точек противника, затем уничтоженных артиллерией. 24 марта 1945 года был награжден орденом Славы 1 степени.
Был убит пулей снайпера 2 февраля 1945 года в селении Грос Заусгартен (ныне Берёзовка, Калининградская область). Похоронен в братской могиле на поле боя.
После Великой Отечественной войны перезахоронен в братской могиле г. Багратионовск.

## Память
Имя героя присвоено улице села Калгалакша.